# Aiguille de Chambeyron
L'Aiguille de Chambeyron (3412 m) è una montagna delle Alpi Cozie situata in territorio francese, nel comune di Saint-Paul-sur-Ubaye, dipartimento Alpi dell'Alta Provenza. È una delle montagne più alte a sud del Monviso.

## Caratteristiche

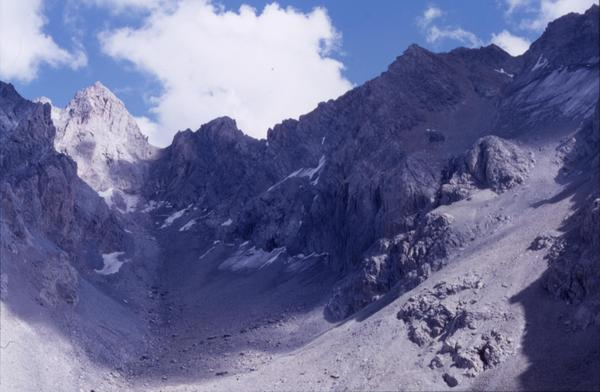
Versante NO dell'Aiguille de Chambeyron. La vetta è sullo sfondo a destra; in primo piano il ghiacciaio nero

Sorge nell'alta valle dell'Ubaye, all'estremità nord-orientale del dipartimento delle Alpi dell'Alta Provenza. Si trova su una dorsale laterale che separa la valle dell'Ubaye dal vallone di Chambeyron. Questa dorsale dirama dallo spartiacque alpino principale in corrispondenza della Tête de l'Homme, e si dirige verso ovest per circa un chilometro, passando per la Pointe des Cirques e la forcella Nérot-Vernet, per poi raggiungere la vetta. Qui la dorsale si biforca; un ramo procede verso ovest-sud-ovest fino alla Pointe de Cahuvet, dove piega in direzione nord-ovest scendendo verso la confluenza del vallon d'Aval e del vallon de Chauvet; l'altro ramo prosegue invece subito in direzione nord-ovest verso l'Aiguille de Chillol e l'Aiguille Grande, per poi digradare.
La montagna viene così ad essere divisa in tre versanti principali. A nord-ovest, tra le due creste subparallele, troviamo il vallon de Chauvet; a nord e nord-est il versante digrada gradualmente verso il vallone del torrente Chillol. Sul versante NO si trovano il ghiacciaio dello Chauvet, ed il ghiacciaio nero dello Chauvet; sul versante nord si trovano i ghiacciai del Marinet, che si sono separati nella seconda metà del XX secolo, ed il ghiacciaio nero del Marinet. Si tratta dei ghiacciai più meridionali delle Alpi francesi. Il versante sud scende invece roccioso e scosceso verso il vallone di Chambeyron ed il lago dei nove colori.
La vetta è di norma poco visibile dal fondovalle francese, perché è circondata da numerosi contrafforti. È anche difficile da identificare da questa parte, perché la cresta principale si allunga per quasi due chilometri ad altezze superiori ai 3000 m.Dal punto di vista geologico, la punta appartiene alla cosiddetta falda dello Chambeyron, costituita da calcescisti e calcari del Malm ("marmo" rosa).

## Ascensione alla vetta
Poiché la montagna è meno visibile e meno cospicua del vicino Brec de Chambeyron, è anche meno frequentata.

### Via normale e sue varianti
La via normale si sviluppa sul versante meridionale, dal rifugio Chambeyron. Si risale la parete fino alla forcella Nérot-Vernet, a quota 3251 m, da dove si risale alla vetta. Si tratta di un'ascensione di tipo alpinistico, su roccia non sempre salda; il grado di difficoltà è valutato in PD, con passaggi su roccia fino al III grado inferiore.
Dal versante italiano, l'avvicinamento si può effettuare dalla frazione Chiappera di Acceglio in Valle Maira (CN), risalendo il vallonasso di Stroppia fino al colle Gippiera, da dove si scende al lago dei 9 colatoi riagganciandosi alla via normale con avvicinamento dal lato francese. A causa della lunghezza dell'avvicinamento, conviene dividere la salita in due giorni, appoggiandosi al bivacco Barenghi.
Esiste una variante sulla cresta Sud-Est, più difficile (AD con passaggi di IV) e su roccia migliore. L'attacco è alla forcella Nérot-Vernet, da dove si risale in vetta seguendo sempre il filo di cresta.

### Via storica
Si tratta della via percorsa dal primo salitore, William Auguste Coolidge, e si sviluppa sul versante nord-ovest, risalendo l'intero vallone di Chauvet. La via è praticamente abbandonata, principalmente per la sua lunghezza (1800 m di dislivello, dei quali la maggior parte sono di semplice percorso escursionistico senza interesse alpinistico) e per l'assenza di punti di appoggio sul versante. Nel 1981 era stata valutata come F, ma da allora il terreno si è modificato per il ritiro di ghiacciai e nevai.

### Altre vie

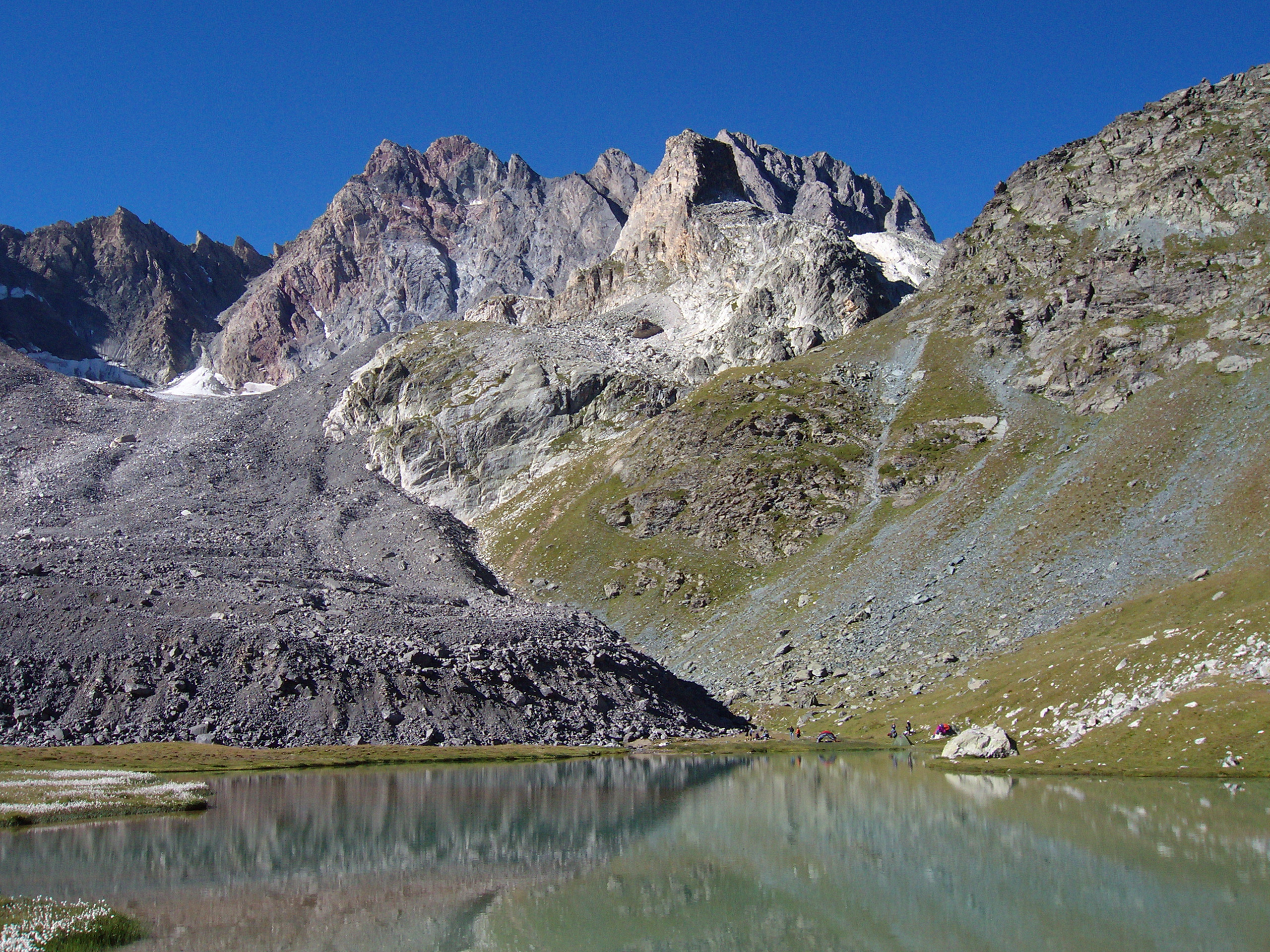
Versante nord dell'Aiguille de Chambeyron, con il lago ed il ghiacciaio del Marinet. Il colletto Nérot-Vernet è a sinistra della vetta, il canalone Nérot è visibile sotto il colletto

In primavera, il colletto Nérot-Vernet è accessibile dal versante nord, risalendo il ghiacciaio del Marinet ed un canalone innevato (pendenza massima 40°, difficoltà tra PD ed AD). Esistono altri itinerari su neve sul versante nord, con difficoltà tra D ed AD. Questi itinerari sono praticabili solo con buone condizioni di neve, ad inizio stagione.

## Cartografia
- Cartografia ufficiale italiana in scala 1:25.000 e 1:100.000, Istituto Geografico Militare. URL consultato il 24 febbraio 2018.
- Cartografia ufficiale francese dell'Institut géographique national (IGN), consultabile online